# Kenneth Marshall
Ne doit pas être confondu avec Ken Marschall.
Kenneth Marshall, né le 27 juin 1950 à New York, est un acteur américain. En 1980 il joue le rôle principal de Tony à la reprise de la comédie musicale West Side Story en 1980 à Broadway.

## Carrière
- 1979 : il participe au film Tilt, avec Brooke Shields ;

Après avoir tenu le rôle principal de Tony à la reprise  de West Side Story en 1980, il est très demandé à la télévision américaine où il participe à de nombreuses séries.
- En 1982 il tient le rôle-titre dans Marco Polo et apparait dans quelques épisodes de Rick Hunter.
- En 1983, il interprète le héros du film fantastique Krull, le prince Colwyn, puis, à partir de la saison 3 de Star Trek : Deep Space Nine tient le rôle  du Lieutenant-Commandeur Michael Eddington dans la série.